# Medeopteryx

## Soorten
- Medeopteryx amilae (Satô, 1976)
- Medeopteryx antennata (E. Olivier, 1885)
- Medeopteryx clipeata Ballantyne in Ballantyne & Lambkin, 2013
- Medeopteryx corusca (Ballantyne, 1987)
- Medeopteryx cribellata (E. Olivier, 1892)
- Medeopteryx effulgens (Ballantyne, 1987)
- Medeopteryx elucens (Ballantyne, 1987)
- Medeopteryx flagrans (Ballantyne, 1987)
- Medeopteryx fraseri Nada, 2019
- Medeopteryx fulminea (Ballantyne, 1987)
- Medeopteryx hanedai (Ballantyne in Ballantyne & McLean, 1970)
- Medeopteryx platygaster (Lea, 1909)
- Medeopteryx pupilla (E. Olivier, 1892)
- Medeopteryx semimarginata (Olivier, 1883)
  - = Luciola semimarginata Olivier, 1883
- Medeopteryx similisantennata (Ballantyne, 1987)
- Medeopteryx similispupillae Ballantyne in Ballantyne & Lambkin, 2013
- Medeopteryx sublustris (Ballantyne, 1987)
- Medeopteryx tarsalis (E. Olivier, 1885)
- Medeopteryx timida (Olivier, 1883)
  - = Luciola timida Olivier, 1883
- Medeopteryx torricelliensis (Ballantyne in Ballantyne & McLean, 1970)